# Bundesstraße 188
De Bundesstraße 188 (ook wel B188) is een bundesstraße in Duitsland die loopt door de deelstaten Nedersaksen, Saksen-Anhalt en Brandenburg.
De B188 begint bij Burgdorf en loopt verder langs de steden Uetze, Gifhorn, Wolfsburg, Gardelegen, Stendal, Rathenow en verder naar Friesack. De B188 is ongeveer 214 km lang.

## Hoofdbestemmingen
- Burgdorf
- Gifhorn
- Weyhausen
- Wolfsburg
- Gardelegen
- Stendal
- Tangermünde
- Fischbeck
- Rathenow
- Friesack